# Burg Eichelberg (Weilrod)
Die Burg Eichelberg ist eine abgegangene kleine Spornburg im Taunus bei Weilrod im Hochtaunuskreis in Hessen. Die abgegangene Burg war wahrscheinlich ein Vorgänger der benachbarten, ehemaligen Burganlage Eichelbacher Hof, die sich etwa 600 Meter weiter südwestlich im Tal befindet. 

## Lage
Der Burgstall, an dem sich heute nur noch Steinhaufen finden, liegt auf einem in östlicher Richtung ausgerichteten, von zwei Wasserläufen umschlossenen Sporn, im Distrikt Gebück. Über das eigentliche Aussehen der Anlage ist heute nichts mehr bekannt. 500 Meter westlich des Burgstalls, am Zufahrtsweg zum Eichelbacher Hof, wurde ein sieben Meter tiefer, durch Fels getriebener Brunnen gefunden, der 1995/96 von Bürgern vor Ort wieder ausgegraben wurde. Ob der Distriktname Gebück sich aus einer Sicherung der Anlage mit einer Hecke ableitet oder ob das Gebück von Anfang an der lokalen Grenzsicherung diente, ist unbekannt. Noch heute ist der Gebückgraben am Felsbrunnen diesseits und jenseits der Straße zum Eichelbacher Hof sichtbar und weist teilweise modernere Grenzsteinmarkierungen auf. 

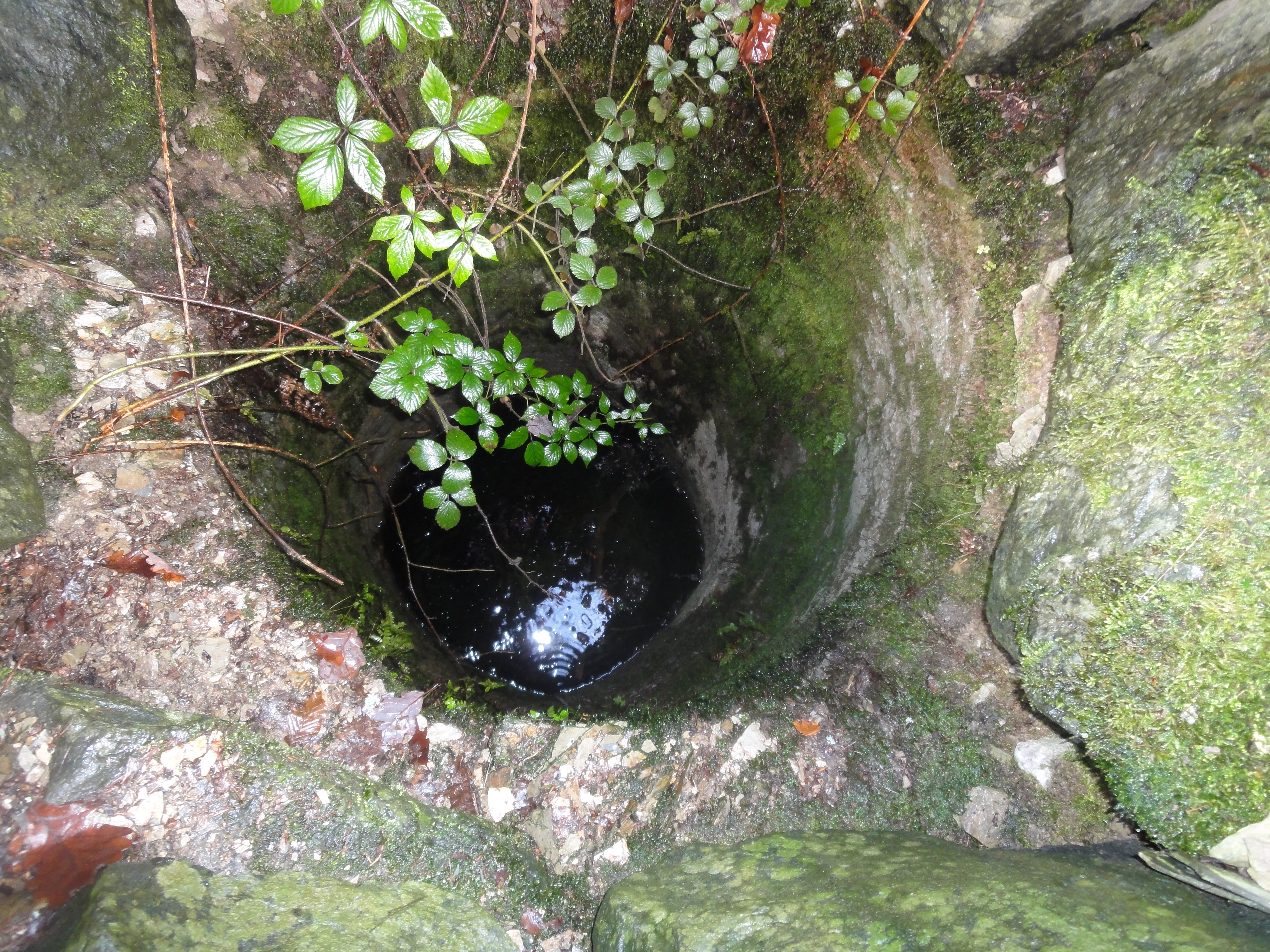
Der Brunnen

## Geschichte
Erstmalige Erwähnung findet die Burg Eichelberg, eine mittelalterliche, durch ein Gebück geschützte Turmburg, im Jahre 1213. Sie diente dem Schutz einer verkehrsreichen Höhenstraße durch den Taunus, der Rennstraße. Die Umgebung gehörte zur Grafschaft Weilnau, nach 1326 den Grafen von Nassau. Belegt ist 1339 eine urkundliche Nennung der Familie Reinberg zu Eichelbach, die hier begütert war. Diese Linie starb 1615, im Besitz des Eichelbacher Hofs, aus. Wann die Burg entstanden ist, ist nicht mehr nachzuvollziehen. Auf einer vor Ort installierten Informationstafel wird angezeigt, dass ein Entstehen vor dem Jahr 1000 n. Chr. denkbar ist. Vermutlich wurde die Anlage Mitte des 14. Jahrhunderts zerstört.

## Mythos und Legende um eine historische Persönlichkeit
Der legendäre Raubritter Friedrich von Hattstein, später Stadthauptmann in Limburg, eroberte im Jahr 1353 die Eichelbacher Burg – er überrumpelte Siegfried von Reinberg bei dessen Hochzeitsfeier – und hielt sie vier Jahre besetzt. Der Hattsteiner bedrohte und plünderte Reisende und Kaufleute auf dem einst viel befahrenen Abschnitt der Rennstraße zwischen Camberg, Hasselbach und Rod an der Weil. In einer Chronik heißt es dazu, „die Straße“ sei bald „still und verlassen“ gewesen, „so dass das Gras wuchs wie auf einer guten Wiesen“. Ebenso wurden die Bauern in den umliegenden Dörfern nicht verschont. Erst 1357 gelang es Siegfried (Sifrid) von Reinberg, seinen Besitz zurückzuerobern.

## Denkmalschutz
Der Bereich der Wallanlage ist ein Bodendenkmal nach dem Hessischen Denkmalschutzgesetz. Nachforschungen und gezieltes Sammeln von Funden sind genehmigungspflichtig, Zufallsfunde sind an die Denkmalbehörden zu melden.